# شونئیچی یوکیمورو
شونئیچی یوکیمورو (انگلیسی: Shun'ichi Yukimuro؛ زادهٔ ۱۱ ژانویهٔ ۱۹۴۱) فیلم‌نامه‌نویس اهل ژاپن است.